# Maurice Ier d'Oldenbourg
Maurice Ier (vers 1145 – 1209) est comte d'Oldenbourg de 1167 à sa mort.

## Biographie
Maurice est le fils du comte Christian Ier et de son épouse Cunégonde. En 1167, il est chassé de son comté par Henri le Lion, pendant un certain nombre d'années il sert l'archevêque de Cologne Philippe de Heinsberg.
En 1192, Maurice aurait fait assassiner son frère Christian, de retour de la troisième croisade, près de Ganderkesee. Ce fratricide aurait été perpétré afin d'éviter les partages successoraux. Les assassins de Christian d'Oldenbourg sont les chevaliers Hatten, Dölhen et Sannum.

## Généalogie

### Mariage et descendance
De son épouse Salomé von Wickerode (fille du comte Othon von Wickerode), Maurice Ier a cinq enfants :
- Edwige (morte en 1228), épouse Hildebold II de Roden ;
- Salomé (morte en 1267), abbesse de Bassum ;
- Cunégonde (morte vers 1290), épouse Giselbert II de Bronckhorst ;
- Christian II (mort en 1233), comte d'Oldenbourg ;
- Othon Ier (mort en 1251 ou 1252), comte d'Oldenbourg.